# Brucamps
 Brucamps  es una población y comuna francesa, en la región de Picardía, departamento de Somme, en el distrito de Abbeville y cantón de Ailly-le-Haut-Clocher.

## Demografía
| 161 | 159 | 133 | 124 | 121 | 109 |
| Para los censos de 1962 a 1999 la población legal corresponde a la población sin duplicidades (Fuente: INSEE [Consultar]) |     |     |     |     |     |